# ألان دا سيلفا سوزا
ألان دا سيلفا سوزا (بالبرتغالية: Alan da Silva Souza‏) هو لاعب كرة قدم برازيلي في مركز الوسط، ولد في 9 ديسمبر 1987 في أنديرا في البرازيل. لعب مع أرسنال كييف وإيرغوتيليس وميتالورغ دونيتسك ونادي أيك لارنكا ونادي بالزان ونادي فاليتا.

## وصلات خارجية
- ألان دا سيلفا سوزا على موقع اتحاد أوكرانيا (الإنجليزية)
- ألان دا سيلفا سوزا على موقع قاعدة بيانات كرة القدم.إي يو (الإنجليزية)
- ألان دا سيلفا سوزا على موقع Soccerway.com (الإنجليزية)